# Gerald Celente

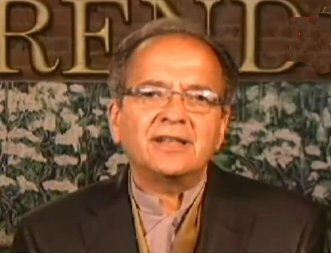
Gerald Celente

Gerald Celente (* 29. November 1946 in Bronx, New York City) ist ein amerikanischer Trendforscher, Unternehmensberater und Autor. Er stellt Vorhersagen über die globalen Finanzmärkte sowie über historische Ereignisse auf. Celente tritt auch in Medien wie The Today Show, Good Morning America, CBS Morning News, The Glenn Beck Show, NBC Nightly News, The Alex Jones Show und Russia Today auf.

## Leben
Celente wurde 1946 in Bronx, New York City geboren und sammelte früh politische Erfahrung, indem er eine Kampagne zur Bürgermeisterwahl in Yonkers, New York durchführte. Er war außerdem ausführender Assistent beim Sekretär des New Yorker Senats. Diesen Job bezeichnete Celente später als den schlimmsten seines Lebens. In den Jahren 1973 bis 1980 reiste er zwischen Washington, D.C. und Chicago als Spezialist für Regierungsangelegenheiten. 1980 gründete er das The Trends Research Institute, zunächst bekannt als Sozioökonomisches Forschungsinstitut Amerikas, welches heute in Kingston, New York steht. Es gibt das Trends Journal heraus, in dem wirtschaftliche, politische und andere Trends prognostiziert und analysiert werden.
Zur Präsidentschaftswahl in den Vereinigten Staaten 2012 unterstützte Celente Ron Paul.

## Vorhersagen
Seit 1993 stellt er Vorhersagen auf, die auch von Kriegen, Wirtschaftskollaps und Terrorismus handeln. Neuere Prognosen behandeln zusätzlich Faschismus in den Vereinigten Staaten und Hunger- bzw. Steuerunruhen. Ein Teil dieser Geschehnisse sollte 2012 passieren.